# El Estado en la historia
El Estado en la historia es un libro de Gaston Leval, publicado póstumamente en 1978, con la colaboración de Juan Gómez Casas y Florentino Iglesias. Es un análisis sociopolítico e histórico político del papel que ha jugado el Estado en la sociedad desde su existencia, desde una perspectiva anarquista, ofrece una importante cantidad de datos histórico-estadísticos referenciados que dimensionan sus tesis. Allí expone como el "interés general" bajo el que se justifica el Estado no es más que el interés de la casta del poder, y que esta tiene una dinámica propia, explica cómo son las clases políticas las fuentes máximas de la opresión, mientras las clases económicas son circunstanciales o resultados de la primera. 
Se trata de una interpretación histórico-libertaria del Estado, sobre la base de su propuesta de la "interpretación libertaria de la historia" que para él debía hacer contrapeso al materialismo histórico marxista, interpretación donde ni es la propiedad privada ni el plusvalor la fuente de los privilegios y donde el Estado es el mayor patrón de todos. Así la opresión no se originaría por medios económicos sino por medios políticos.

## El Estado como ente improductivo
Según el autor el Estado es a la vez dominador y explotador, lo primero por la imposición y la involuntariedad de sus relaciones y servicios; y lo segundo porque el Estado no es un ente productivo, sino que al contrario vive de la fuerza productiva de todos los grupos sociales que no forman parte o no tienen el favor de la casta en el poder del Estado, sean estos comerciantes, trabajadores, empresarios, campesinos, etc.

El hombre de Estado no reina solo. Reina gracias a todos sus cómplices, colaboradores, gracias a todos los instrumentos que consigue reunir, a las instituciones todopoderosas que erige y a las medidas de humillación que sabe tomar respecto a las poblaciones que avasalla. El triunfo de un hombre de Estado es también El triunfo de un Estado y un Estado es una institución parasitaria y liberticida que aplasta todo aquello que no se somete a sus órdenes.

Creemos haber demostrado suficientemente cómo la conquista llevada a cabo por hordas bárbaras o por ejércitos más o menos regulares de Estados organizados, por naciones primitivas a las que obligaba a marcharse de sus asentamientos la sequedad creciente del suelo o la invasión de pueblos más numerosos y potentes, o simplemente debido a la ambición de grandes conquistadores, cómo todos esos factores, decimos, han tenido en general por corolario el cambio estructural de la propiedad y de las relaciones sociales. El hecho guerrero, militar, político, ha sido prioritario y ha provocado o condicionado el hecho económico. Sin fuerza militar, sin triunfo previo por las armas, no hay apropiación de las riquezas.

Estas ideas son compatibles con las ideas sobre la "clase política" como generadora de las transformaciones económicas ilegítimas, tesis expuesta tanto por Mijaíl Bakunin como por el economista Franz Oppenheimer.

### Funciones: represión y fiscalidad
Afirma que a pesar de los distintos modelos y manifestaciones del Estado, este conserva rasgos comunes por los que se llega a la deducción de que todo Estado es igual a sí mismo. Su característica central es la imposición de opciones y el beneficio de la casta en el poder y de aquellos que tienen su favor, ya que sin importar cuál se la forma asumida por el Estado -teocrática, militar, absolutista, burocrática o burguesa- siempre se encuentran dos características sin las cuales no pueden existir privilegios (ajenos al mérito particular) de ningún tipo: el predominio de la guerra y la imposición abultada de impuestos, es decir la función represiva y la función fiscal. El libro de Leval dedica en especial énfasis al intervencionismo económico y a la carga tributaria como factores ruinosos para la población, y que benefician sólo a la clase política y a unos pocos grupos económicos ligados al poder.

### Clase política y élite económica
El análisis de Leval es que las clases económicas son producto de la relación con las clases políticas, son estas últimas las que privilegian, benefician o perjudican debido a su control en última instancia sobre la administración de recursos de un territorio. La relación de las clases de élite con el Estado, es una relación de beneficio, puesto que el Estado expolia a los ciudadanos comunes (campesinos, trabajadores, clases medias), el mismo luego vende las riquezas expoliadas a sectores cercanos o afines, resultando para las élites una inversión cómoda la labor del Estado, por ejemplo contratistas bélicos o impone servicios públicos donde asegura ingresos a contratistas privados de su preferencia, o impone restricciones comerciales que perjudican la economía de las clases productivas en general y benefician sólo a empresarios cercanos al poder.
Sin embargo afirma que la dinámica estatal con las fuerzas económicas privilegiadas es independiente, ya que el objetivo de la clase al mando es fortalecerse a sí misma de una manera o de otra, por lo que los objetivos con estos altos grupos económicos son diversos (en ocasiones el Estado puede favorecer otras clases económicas para que hagan contrapeso a cierto sector de la sociedad o la economía que lo incomode) aunque no son fatalmente divergentes.

## Relación de engaños
Leval afirma que mientras en la sociedad aquellas personas que no pertenecen a las palancas de mando trabajan, producen, cambian, cooperan, crean, construyen ciudades (estos son los productivos) y hacen acuerdos voluntarios que normalmente deben mantener puesto que dependen de ellos (caso contrario cundiría el caos), la clase política al no ser productiva no necesita mantener su palabra ni sus acuerdos sino que aspira a seguir manteniéndose del erario público, por ello es natural e inevitable que las clases políticas tiendan a la demagogia, al cálculo político maquiavélico y a la corrupción institucionalizada.
=